# لوبريف
لوبريف (بالإنجليزية: LUBEREF)‏ هي شركة مصفاة زيوت تمتلك وتدير مصفاتين لتكرير زيت الأساس في المملكة العربية السعودية، حيث أنشأت أول مصفاة في مدينة جدة عام 1978 م، والثانية في مدينة ينبع الصناعية وبدأت إنتاجها في عام 1997 م. وهي مشروع مشترك بين شركة أرامكو السعودية 70% وشركة جدوى للاستثمار الصناعي 30%.
شركة أرامكو السعوديّة لتكرير زيت التشحيم (لوبريف) هي مصدر رئيسي لزيت التشحيم الخام إلى كلّ الشركات المصنعة للزيوت في المملكة وفي أنحاء مختلفة من العالم مثل دول الخليج العربي، منطقة الشرق الأوسط، ودول شرق أفريقيا.

## الإنتاج
يبلغ إجمالي الطاقة الإنتاجية للزيوت الأساسية من كلا المصفاتين 550 الف طن متري في السنة، فقد صممت مصفاة جدة لإنتاج 270 ألف طن متري بينما تنتج مصفاة ينبع 280 ألف طن متري سنوياً.
علماً بأن منتجات الزيوت الأساسية من مصفاتي جدة وينبع عالية الجودة ومناسبة للاستخدام في المجالات الصناعية والزراعية.
وفي أكتوبر 2023 أعلن سامر الحقيل، الرئيس وكبير المديرين التنفيذيين، أن صادرات الشركة من زيوت الأساس إلى قارة أفريقيا تضاعفت بنحو 8 مرات خلال الثلاث سنوات الماضية من 20 ألف طن إلى 150 ألفاً.